# 25 Windhundwelpen
25 Windhundwelpen (engl. Originaltitel: Two Dozen and One Greyhounds) ist die 20. Episode der sechsten Staffel der US-amerikanischen Zeichentrickserie Die Simpsons. Insgesamt ist es die 123. Folge der Serie. Die Erstausstrahlung erfolgte am 9. April 1995 auf Fox, in Deutschland am 26. November 1995 auf ProSieben.
Die Handlung der Folge ist eng an den Walt-Disney-Film 101 Dalmatiner von 1961 angelehnt. Der Familienhund Knecht Ruprecht wird Vater von 25 Welpen. Da die Simpsons sich nicht um so viele Hunde kümmern können, erhält Mr. Burns die Tiere, welcher aus ihnen jedoch einen Pelz machen lassen will.

## Handlung
Der Hund der Simpsons, Knecht Ruprecht, wird plötzlich sehr unruhig und zerstört Einrichtungsgegenstände und Kleidungsstücke. Eines Tages dann reißt er aus und läuft zur Hunderennbahn, wo er auf den weiblichen Windhund Die Überschnelle trifft und sich mit ihr paart. Weil sie deswegen für ihn wertlos geworden ist, schenkt der reiche Texaner Die Überschnelle den Simpsons. Bald darauf wirft sie 25 Welpen. Als die jungen Hunde eine Dinnerparty ruinieren, beschließt die Familie, sie abzugeben. Mr. Burns interessiert sich für die Welpen. Da die Simpsons sie ihm nicht überlassen wollen, stiehlt er sie kurzerhand.
Bart und Lisa können die Welpen in Mr. Burns’ Anwesen aufspüren und werden Zeuge von seinen Plänen, aus den Hunden einen Smoking schneidern zu lassen. Daraufhin schleichen sie sich in das Haus und wollen mit den Welpen durch einen Wäscheschacht fliehen. Im Waschkeller werden sie von Mr. Burns erwischt. Er will die Hunde auf der Stelle erschießen. Aufgrund ihrer Niedlichkeit ist er dazu jedoch nicht in der Lage. Stattdessen lässt er sie nun sehr erfolgreich an Hunderennen teilnehmen und nimmt durch sie Millionen ein.

## Kulturelle Verweise
Die Handlung der Episode und auch ihr (Original-)Titel sind inspiriert vom Zeichentrickfilm 101 Dalmatiner. So wird in einer Szene etwa gezeigt, wie die Welpen vor dem Fernseher sitzen und das Programm sehen (Models Inc.), während einer der Hunde sich Männchen machend immerzu vor das Bild stellt. Auch auf andere Disneyfilme wird in der Folge Bezug genommen: Das Lied See My Vest, in dem Mr. Burns seine Kleidersammlung aus toten Tieren präsentiert, ist angelehnt an Be Our Guest aus Die Schöne und das Biest. In einer anderen Szene bekommen die Hunde Knecht Ruprecht und Die Überschnelle einen Teller Spaghetti von Luigi serviert. Die beiden fressen die Nudeln nach Art von Susi und Strolch.
In einer Tierhandlung nimmt ein Angestellter an Knecht Ruprecht eine „Hunde-Mensch-Verstandverschmelzung“ vor. Sie nimmt Bezug auf die Gedankenverschmelzung der Vulkanier, auch die Musik, die dabei ertönt, ähnelt der Musik die bei solchen Szenen in Star Trek gespielt wird. Die Art, wie Knecht Ruprecht durch den schmalen Spalt des geöffneten Autofensters entkommt, sowie die Musik, ist eine Referenz zu einer ähnlichen Szene im Film Terminator 2 – Tag der Abrechnung. Vier der Welpen tragen den Namen Jay, David, Paul und Branford, sie sind angelehnt an die Showmaster David Letterman und Jay Leno und ihre Bandleader Paul Shaffer und Branford Marsalis. Ein weiterer Welpe wurde Prince getauft.
Auch auf die erste Simpsonsfolge, Es weihnachtet schwer, nimmt die Episode Bezug als Bart sagt, dass sie Knecht Ruprecht damals bei der Hunderennbahn gefunden haben.
Weitere Referenzen sind die Dogs-Playing-Poker-Gemäldeserie von C. M. Coolidge, und das Gemälde Whistlers Mutter von James McNeill Whistler, ein ähnliches Bild hängt in Mr. Burns’ Haus.

## Produktion

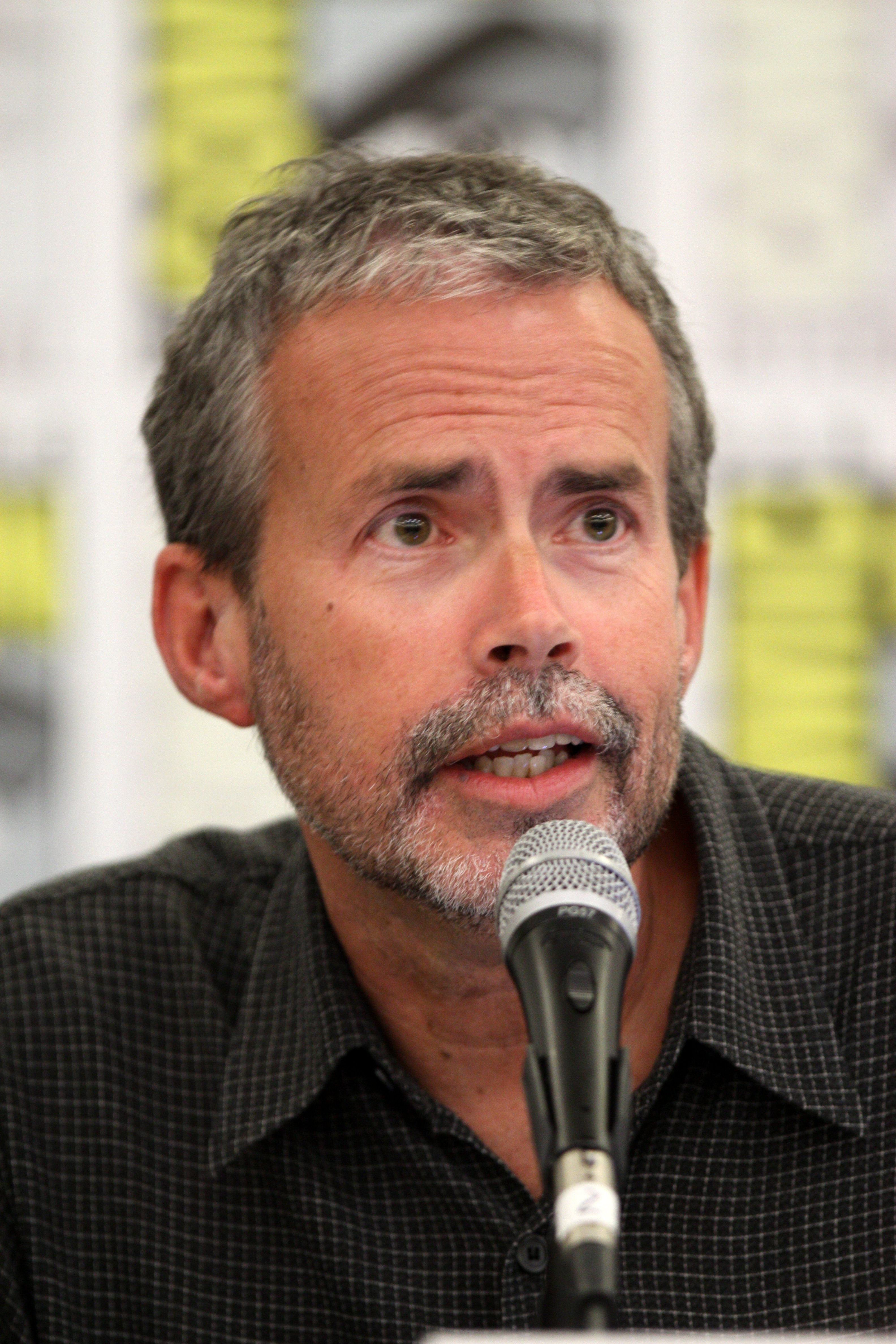
Mike Scully, der Drehbuchautor der Folge.

Das Drehbuch zu „25 Windhundwelpen“ wurde von Mike Scully geschrieben, Regie führte Bob Anderson. Die Idee zur Folge wurde jedoch von den beiden Simpsons-Autoren Al Jean und Mike Reiss eingebracht, nachdem sie den Film 101 Dalmatiner gesehen hatten. David Mirkin, der Showrunner der Episode, erzählte, dass Jean und Reiss gern Ideen von Disney stahlen, und verwies dabei auf die Folge Das magische Kindermädchen in Staffel 8, welche den Film Mary Poppins parodiert. Die Autoren konnten so auf einem komplett legalen Weg über die Simpsons „dunklere“ Versionen der Disneyfilme produzieren.
Matt Groening war als Kind begeistert von dem Film 101 Dalmatiner. Er bezeichnet ihn als einen der Gründe, aus denen er sich für Animationen und Zeichentrick zu interessieren begann. In 101 Dalmatiner schauen die Dalmatinerwelpen sich Zeichentrickfilme im Fernsehen an. Diese Zeichentrickfilme in einem Zeichentrickfilm inspirierten Groening zur Itchy & Scratchy Show, einer fiktiven Zeichentrickserie im Simpsons-Universum.
Einer der Welpen in der Episode macht gern Männchen. Er erinnert Mr. Burns an Rory Calhoun (in der deutschen Version wird daraus Boris Becker gemacht). Calhoun war ein US-amerikanischer Schauspieler, der von 1922 bis 1999 lebte. Simpsons-Autor George Meyer hatte die Idee zu diesem Gag, doch Groening meinte, dass das Publikum wahrscheinlich nicht wisse wer Calhoun ist. Da der Welpe eine Schlüsselrolle für das Ende einnimmt, beschlossen die Autoren, ihn in der Episode zu behalten. Später sagte Groening, dass er Recht hatte und verwies auf Diskussionen im Internet, in denen die Frage aufkam, wer Calhoun ist.
Die Szene, in der Knecht Ruprecht sich mit Die Überschnelle paart, wurde leicht angepasst, um nicht der Zensur beim Sender Fox zum Opfer zu fallen. In der finalen Version werden lediglich die Köpfe und Schultern der beiden Hunde gezeigt. Eine Storyboardversion, die später auf DVD veröffentlicht wurde, zeigt auch eine Ganzkörperaufnahme des Vorgangs.

### Musik
Als Bart und Lisa sich zu Mr. Burns’ Anwesen schleichen, werden sie Zeuge, wie dieser ein Lied namens „See My Vest“ singt. Darin bringt er zum Ausdruck, dass er die Welpen umbringen und zu einem Smoking verarbeiten will. Es gab Diskussionen im Team, wie man dieses brutale Vorhaben möglichst lustig und locker rüberbringen kann und kam darauf, es mit einem Lied zu versuchen. Einen Tag darauf hatte Mike Scully den Songtext fertiggeschrieben, eine Parodie auf „Be Our Guest“, gesungen von Jerry Orbach in Die Schöne und das Biest. Mirkin gefiel, dass man Lieder in den Simpsonsfolgen verwenden kann, ohne dass die Episode gleich zu einem Musical wird: „We’ll just do one song and that’s plenty. We have fun with that and then we’re out.“ („Wir machen nur ein einziges Lied und das reicht aus. Wir haben Spaß damit und dann war’s das“).

### Synchronisation
Die Hundegeräusche in der Episode stammen von Frank Welker, welcher auch in vielen anderen Filmen bereits Tiere imitiert hat.
| Figur                            | Originalsprecher | Deutsche Synchronstimme |
| -------------------------------- | ---------------- | ----------------------- |
| Homer Simpson                    | Dan Castellaneta | Norbert Gastell         |
| Marge Simpson                    | Julie Kavner     | Elisabeth Volkmann      |
| Bart Simpson                     | Nancy Cartwright | Sandra Schwittau        |
| Lisa Simpson                     | Yeardley Smith   | Sabine Bohlmann         |
| Abraham Simpson                  | Dan Castellaneta | Walter Reichelt         |
| Ned Flanders                     | Harry Shearer    | Ulrich Frank            |
| Kent Brockman                    | Harry Shearer    | Donald Arthur           |
| Reicher Texaner                  | Dan Castellaneta | Peter Musäus            |
| Seymour Skinner                  | Harry Shearer    | Fred Klaus              |
| Clancy Wiggum                    | Hank Azaria      | Thomas Rau              |
| Charles Montgomery Burns         | Harry Shearer    | Reinhard Brock          |
| Waylon Smithers                  | Harry Shearer    | Hans-Georg Panczak      |
| Timothy Lovejoy                  | Harry Shearer    | Ivar Combrinck          |
| Luigi Risotto                    | Hank Azaria      | Ivar Combrinck          |
| Jimbo Jones                      | Pamela Hayden    | Jennifer Böttcher       |
| Milhouse van Houten              | Pamela Hayden    | Michaela Amler          |
| Angestellter in der Tierhandlung | Hank Azaria      | Ivar Combrinck          |
| Militärspieß                     | Hank Azaria      | Gernot Duda             |
| Rechnungsprüfer                  | Dan Castellaneta | Bernd Simon             |

## Ausstrahlung und Rezeption
Die Episode wurde in den USA erstmals am 9. April 1995 auf Fox gezeigt. Hierbei kam sie in den Nielsen Ratings auf Platz 55 aller US-Fernsehsendungen in der Woche vom 3. bis 9. April 1995 mit einem Rating von 7.3. Der Song „See My Vest“ von Mr. Burns erschien 1997 auf dem Album Songs in the Key of Springfield. MSNBC stellte eine Liste der zehn angsteinflößendsten TV-Charaktere zusammen, bei der Mr. Burns auf Platz eins landete. Als Begründung hieß es unter anderem: „Burns ist furchteinflößend, weil er wirklich alles würde, und weil es sich um einen Zeichentrick handelt, könnte er das auch einfach.“, wobei auf die Folge 25 Windhundwelpen verwiesen wurde und auf seinen Plan, aus den Welpen einen Smoking zu schneidern.
In einer Rezension des Toronto Star kommentierte Ben Rayner, dass die Episode eine seiner Lieblingsfolgen der Simpsons sei, und beschied Mr. Burns’ „Tour de Force“-Darbietung, hinreißend zu sein. Später zählte der Toronto Star die Episode zu den besten Simpsons-Folgen überhaupt und lobte die Musical-Nummer als eine der besten Szenen mit Mr. Burns. In einer Kritik der DVD-Ausgabe der sechsten Staffel bezeichnete Todd Gilchrist von IGN Mr. Burns Gesangseinlage als „unvergesslich“ und schrieb, dass er „mit seiner Darbietung von ‚See My Vest‘ mit Urheberrechtsverletzung flirtet“.
Die Rezensionsseite DVD Verdict benotete die Episode mit einem B- (also einer 2-). Colin Jacobson von DVD Movie Guide würdigte die Disney-Parodien und „den bizarrsten Verweis auf Rory Calhoun, den man sich vorstellen kann.“ Zusammen ergäbe dies eine „herrliche Show“.